# PTT Spor Kulübü 2019-2020 (pallavolo femminile)
Questa voce raccoglie le informazioni riguardanti il PTT Spor Kulübü nelle competizioni ufficiali della stagione 2019-2020.

## Organigramma societario
Area direttiva
- Presidente: Osman Çetinkaya

Area tecnica
- Allenatore: Mehmet Bedestenlioğlu
- Allenatore in seconda: Berk Çanakçı
- Assistente allenatore: Tolga Ateş, Adnan Paşaoğlu
- Scoutman: Mustafa Korkmaz

## Rosa
| N° | Nome               | Ruolo | Data di nascita  | Nazionalità sportiva |
| -- | ------------------ | ----- | ---------------- | -------------------- |
| 1  | Gergana Dimitrova  | S     | 28 febbraio 1996 | Bulgaria             |
| 2  | Ceren Cihan        | L     | 3 febbraio 1991  | Turchia              |
| 4  | Nasja Dimitrova    | C     | 6 novembre 1992  | Bulgaria             |
| 6  | Polen Uslupehlivan | O     | 27 agosto 1990   | Turchia              |
| 7  | Seda Tokatlıoğlu   | S/O   | 25 giugno 1986   | Turchia              |
| 8  | Ülkü Genç          | S     | 1º gennaio 1990  | Turchia              |
| 9  | Sinem Yıldız       | C     | 12 aprile 1986   | Turchia              |
| 10 | Aslı Koçoğlu       | P     | 2 ottobre 2000   | Turchia              |
| 11 | Aslıhan Kılıç      | P     | 21 aprile 1998   | Turchia              |
| 12 | Ángela Leyva       | S     | 22 novembre 1996 | Perù                 |
| 13 | Janset Erkul       | C     | 12 gennaio 1997  | Turchia              |
| 14 | Ceren Çağlar       | C     | 29 novembre 1992 | Turchia              |
| 17 | Yağmur Karaoğlu    | O     | 21 agosto 2001   | Turchia              |
| 18 | Dolunay Çetinkaya  | P     | 9 agosto 1994    | Turchia              |
| 19 | Ezgi Dağdelenler   | S     | 3 novembre 1993  | Turchia              |
| 20 | Aysun Aygör        | S     | 29 gennaio 2001  | Turchia              |

## Statistiche

### Statistiche di squadra
| Competizione     | Punti | In casa | In casa | In casa | In trasferta | In trasferta | In trasferta | Totale | Totale | Totale |
| Competizione     | Punti | G       | V       | P       | G            | V            | P            | G      | V      | P      |
| ---------------- | ----- | ------- | ------- | ------- | ------------ | ------------ | ------------ | ------ | ------ | ------ |
| Sultanlar Ligi   | 26    | 11      | 5       | 6       | 11           | 3            | 8            | 22     | 8      | 14     |
| Coppa di Turchia | -     | 1       | 1       | 0       | 1            | 1            | 0            | 2      | 2      | 0      |
| Totale           | -     | 12      | 6       | 6       | 12           | 4            | 8            | 24     | 10     | 14     |

G = partite giocate; V = partite vinte; P = partite perse

### Statistiche dei giocatori
| Giocatore       | Campionato | Campionato | Campionato | Campionato | Campionato | Coppa di Turchia | Coppa di Turchia | Coppa di Turchia | Coppa di Turchia | Coppa di Turchia | Totale | Totale | Totale | Totale | Totale |
| Giocatore       | P          | PT         | AV         | MV         | BV         | P                | PT               | AV               | MV               | BV               | P      | PT     | AV     | MV     | BV     |
| --------------- | ---------- | ---------- | ---------- | ---------- | ---------- | ---------------- | ---------------- | ---------------- | ---------------- | ---------------- | ------ | ------ | ------ | ------ | ------ |
| A. Aygör        | 1          | 0          | 0          | 0          | 0          | 0                | 0                | 0                | 0                | 0                | 1      | 0      | 0      | 0      | 0      |
| C. Çağlar       | 13         | 26         | 15         | 8          | 3          | 2                | 7                | 3                | 3                | 1                | 15     | 33     | 18     | 11     | 4      |
| D. Çetinkaya    | 14         | 3          | 2          | 0          | 1          | 0                | 0                | 0                | 0                | 0                | 14     | 3      | 2      | 0      | 1      |
| C. Cihan        | 21         | 0          | 0          | 0          | 0          | 2                | 0                | 0                | 0                | 0                | 23     | 0      | 0      | 0      | 0      |
| E. Dağdelenler  | 17         | 76         | 70         | 2          | 4          | 1                | 6                | 6                | 0                | 0                | 18     | 82     | 76     | 2      | 4      |
| G. Dimitrova    | 21         | 210        | 183        | 10         | 17         | 2                | 24               | 20               | 1                | 3                | 23     | 234    | 203    | 11     | 20     |
| N. Dimitrova    | 21         | 213        | 164        | 36         | 13         | 2                | 31               | 26               | 5                | 0                | 23     | 244    | 190    | 41     | 13     |
| J. Erkul        | 20         | 131        | 71         | 51         | 9          | 1                | 0                | 0                | 0                | 0                | 21     | 131    | 71     | 51     | 9      |
| Ü. Genç         | 11         | 0          | 0          | 0          | 0          | 2                | 1                | 1                | 0                | 0                | 13     | 1      | 1      | 0      | 0      |
| Y. Karaoğlu     | 14         | 46         | 34         | 11         | 1          | 1                | 6                | 3                | 2                | 1                | 15     | 52     | 37     | 13     | 2      |
| A. Kılıç        | 22         | 36         | 10         | 10         | 16         | 2                | 3                | 1                | 1                | 1                | 24     | 39     | 11     | 11     | 17     |
| A. Koçoğlu      | 1          | 0          | 0          | 0          | 0          | 0                | 0                | 0                | 0                | 0                | 1      | 0      | 0      | 0      | 0      |
| Á. Leyva        | 17         | 203        | 180        | 12         | 11         | 2                | 34               | 32               | 1                | 1                | 19     | 237    | 212    | 13     | 12     |
| S. Tokatlıoğlu  | 10         | 30         | 24         | 5          | 1          | -                | -                | -                | -                | -                | 10     | 30     | 24     | 5      | 1      |
| P. Uslupehlivan | 19         | 228        | 204        | 19         | 5          | 2                | 37               | 28               | 5                | 4                | 21     | 265    | 232    | 24     | 9      |
| S. Yıldız       | 8          | 22         | 17         | 5          | 0          | 1                | 2                | 2                | 0                | 0                | 9      | 24     | 19     | 5      | 0      |

P = presenze; PT = punti totali; AV = attacchi vincenti; MV = muri vincenti; BV = battute vincenti